# 지질 구조

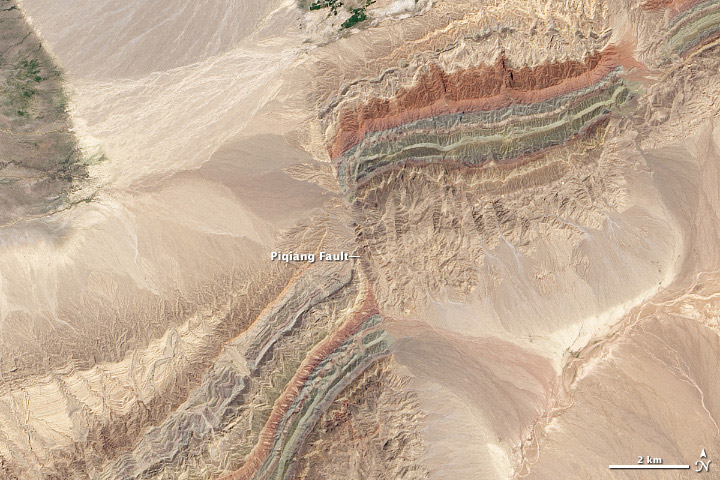
단층

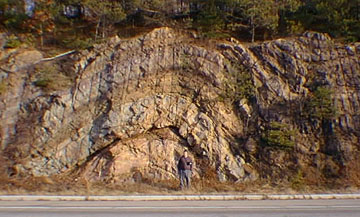
습곡 지형

지질 구조 (地質構造)는 지각을 구성하는 암석 또는 지층의 구조 및 상호 관계를 말한다.

## 지질구조의 의미
- 넓은 뜻으로는 지각 중의 지층이나 암석의 공간적 분포를 말한다.
- 좁은 뜻으로는 습곡이나 단층처럼 지각 변동에 따라 암석 및 지층이 변형된 상태를 말한다.

## 지질구조의 기본적인 요소
- 암층과 암층의 경계면
- 층리면
- 단층면
- 습곡측면 등

## 참고 자료
- (한국어) 지질구조 (PDF)